# Tricentrus colligatoclypei
Tricentrus colligatoclypei är en insektsart som beskrevs av Yuan och Xiaolong Cui 1987. Tricentrus colligatoclypei ingår i släktet Tricentrus och familjen hornstritar. Inga underarter finns listade i Catalogue of Life.